# Symplectoscyphus sieboldi
Symplectoscyphus sieboldi is een hydroïdpoliep uit de familie Sertulariidae. De poliep komt uit het geslacht Symplectoscyphus. Symplectoscyphus sieboldi werd in 1884 voor het eerst wetenschappelijk beschreven door Kirchenpauer. 